# 다이교지역
다이교지역(일본어: 大行司駅)은 일본 후쿠오카현 아사쿠라군 도호촌에 있는 규슈 여객철도 히타히코산 선의 철도역이다.

## 역 구조
상대식 승강장 2면 2선을 가진 지상역이다. 히코산 - 요아케 간에, 열차 교환이 가능한 유일한 역이며, 현재는 무인역이다.
| 1 | ■ 히타히코산 선 | (상행) | 다가와고토지 · 고쿠라 방면 |
| 2 | ■ 히타히코산 선 | (하행) | 히타 방면                  |

## 역 주변
- 도호 중학교

## 역사
- 1946년 9월 20일 : 호슈야마 - 다이교지 간 연신에 수반해 종착역으로서 개업.
- 1960년 4월 1일 : 히코산 선의 히타 선과의 구간 통합에 의해 히타히코산 선의 소속으로 된다.
- 1987년 4월 1일 : 일본국유철도 분할 민영화에 의해 규슈 여객철도가 승계.

## 인접 역
| 히타히코산 선          | 히타히코산 선 | 히타히코산 선        |
| ---------------------- | ------------- | -------------------- |
| 지쿠젠이와야 조노 방면 | ■ 보통        | 호슈야마 요아케 방면 |